# George Town (Tasmanien)
George Town ist eine Stadt an der Nordküste des australischen Bundesstaates Tasmanien. Die Kleinstadt mit 4.257 Einwohnern (2016) liegt am Ostufer des Tamar River der in der Nähe in die Bass Strait mündet.
In George Town liegt der Endpunkt der Hochspannungs-Gleichstrom-Übertragung Basslink.

## Geschichte
Mit der Landung von Lieutenant Colonel William Paterson  begann im Jahr 1804 an dieser Stelle, die er als Port Dalrymple bezeichnete, die europäische Besiedlung Nordtasmaniens. George Town ist damit der drittälteste Ort Australiens, der sich selbst als älteste Kleinstadt ('town') Australiens bezeichnet.
Kurze Zeit später zog Paterson etwa 45 km weiter flussaufwärts und gründete Launceston. Im Jahr 1811 entschied der Gouverneur der  Kolonie Lachlan Macquarie wieder an der ursprünglichen Stelle eine Stadt zu gründen und diese nach dem britischen König Georg III. zu benennen.
Fünf Kilometer außerhalb der Stadt befindet sich die erste Aluminiumhütte der südlichen Hemisphäre aus dem Jahre 1955, die Bell-Bay-Aluminiumhütte, deren Betreiber Rio Tinto Alcan ist.